# Gmina Hańsk
Die Gmina Hańsk ist eine Landgemeinde im Powiat Włodawski der Woiwodschaft Lublin in Polen. Ihr Sitz ist das Dorf Hańsk Pierwszy mit etwa 1000 Einwohnern.

## Gliederung
Zur Landgemeinde (gmina wiejska) Hańsk gehören folgende 16 Ortschaften mit einem Schulzenamt:
- Bukowski Las
- Dubeczno
- Hańsk Pierwszy
- Hańsk Drugi
- Hańsk-Kolonia
- Konstantynówka
- Kulczyn
- Kulczyn-Kolonia
- Macoszyn Mały
- Osowa
- Rudka Łowiecka
- Stary Majdan
- Szcześniki
- Wojciechów
- Ujazdów
- Żdżarka

Weitere Orte der Gemeinde sind Gajówka, Krychów, Osowa (leśniczówka) und Zawołcze.

## Geschichte
Auf dem Gemeindegebiet bestand von Juni 1942 bis  Mitte Oktober 1942 ein deutsches Zwangsarbeitslager für jüdische Männer. Es gehörte zu den Arbeitslagern im Umfeld vom Vernichtungslager Sobibor, die zur Trockenlegung des sumpfigen Gebietes errichtet wurden.